# Latrodectus hystrix
Latrodectus hystrix är en spindelart som beskrevs av Simon 1890. Latrodectus hystrix ingår i släktet änkespindlar, och familjen klotspindlar. Inga underarter finns listade i Catalogue of Life.